# Orthogeomys cherriei
Espèce
Statut de conservation UICN

 LC  : Préoccupation mineure
Orthogeomys cherriei est une espèce de rongeurs de la famille des géomyidés. Une famille de petits mammifères appelés gaufres ou rats à poche, c'est-à-dire à larges abajoues.
L'espèce a été décrite pour la première fois en 1893 par le zoologiste américain Joel Asaph Allen (1838-1921) .